# Pediopsis nikitini
Pediopsis nikitini är en insektsart som beskrevs av Evans 1971. Pediopsis nikitini ingår i släktet Pediopsis och familjen dvärgstritar. Inga underarter finns listade i Catalogue of Life.